# Mãnh Nga
Mãnh Nga (chữ Hán: 猛峩; 1643 – 1674) hay Mãnh Quán (猛瓘), Ái Tân Giác La, là một Tông thất của nhà Thanh trong lịch sử Trung Quốc.

## Cuộc đời
Mãnh Nga được sinh ra vào ngày 11 tháng 11 (âm lịch) năm Sùng Đức thứ 8 (1643), trong gia tộc Ái Tân Giác La. Ông là con trai thứ năm của Túc Vũ Thân vương Hào Cách, và là em trai cùng cha khác mẹ của Hiển Ý Thân vương Phú Thụ. Mẹ ông là Trắc Phúc tấn Thạc Long Vũ thị (碩隆武氏). Năm Thuận Trị thứ 14 (1657), tháng giêng, ông được phong tước Ôn Quận vương (温郡王). Năm Khang Hi thứ 13 (1674), ngày 11 tháng 7 (âm lịch), ông qua đời, thọ 32 tuổi, được truy thụy Ôn Lương Quận vương (温良郡王).

## Gia quyến

### Thê thiếp
- Nguyên phối: Khoa Nhĩ Thấm Bác Nhĩ Tế Cát Đặc thị (科爾沁博爾濟吉特氏), con gái của Đa La Quận vương Kỳ Tháp Đặc (奇塔特).
- Kế thất: Qua Nhĩ Giai thị (瓜爾佳氏), con gái của Hộ quân Tham lãnh Tô Bá Hách (蘇伯赫).
- Trắc Phúc tấn: Phú Sát thị (富察氏), con gái của Đồ Khắc Tái (圖克塞).
- Thứ Phúc tấn: 
  - Cao thị (高氏), con gái của Cao Phong Tùng (高封松).
  - Tây Nhạc thị (西岳氏), con gái của A Nhĩ Nãi (阿爾鼐).

### Con trai
1. Phật Vĩnh Huệ (佛永惠; 1667 – 1678), mẹ là Kế Phúc tấn Qua Nhĩ Giai thị. Năm 1674 được tập tước Ôn Quận vương. Sau khi qua đời được truy thụy Ôn Ai Quận vương (温哀郡王). Vô tự.
2. Duyên Thụ (延綬; 1670 – 1715), mẹ là Kế Phúc tấn Qua Nhĩ Giai thị. Tập tước Ôn Quận vương vào năm 1678 và bị hàng tước Bối lặc năm 1698. Có 10 con trai.
3. Duyên Tín (延信; 1673 – 1728), mẹ là Thứ Phúc tấn Cao thị. Năm 1723 được tập tước Ôn Quận vương và được phong Bối tử. Năm 1728 bị hoạch tội, cách tước. Có 3 con trai.